# Gavião-branco
O gavião-branco (Pseudastur albicollis) é uma ave accipitriforme da família Accipitridae. Também conhecido como gavião-pombo-da-amazônia. Mede cerca de 49,5 cm. É branco, com o dorso manchado e asas negras. Sua voz é um assobio fino e longo.

## Alimentação
Sua alimentação é constituída principalmente de invertebrados, lagartos pequenos, pequenos mamíferos e anfíbios.

## Hábitos
Normalmente vive sozinho em florestas densas.

## Distribuição Geográfica
É encontrado nas florestas do México, toda a América Central, Colômbia, Venezuela e Guianas. No Brasil, da Amazônia até Mato Grosso e norte do Maranhão, estendendo-se ao sul até Goiás.

## Subespécies
São reconhecidas quatro subespécies:
- Pseudastur albicollis albicollis (Latham, 1790) - ocorre nas florestas úmidas das Guianas e na bacia amazônica; ocorre também na ilha de Trinidad no Caribe;
- Pseudastur albicollis ghiesbreghti (Du Bus de Gisignies, 1845) - ocorre da floresta tropical do sul do México até a Guatemala e Belize;
- Pseudastur albicollis costaricensis (W. L. Sclater, 1919) - ocorre de Honduras até o Panamá e o oeste da Colômbia;
- Pseudastur albicollis williaminae (Meyer de Schauensee, 1950) - ocorre do noroeste da Colômbia até o extremo noroeste da Venezuela.